# باربرا فلين
باربرا فلين (بالإنجليزية: Barbara Flynn)‏ هي ممثلة بريطانية، ولدت في 5 أغسطس 1948 في المملكة المتحدة.

## أعمال

### أفلام
- (2004) الموت على النيل
- (2006) الآنسة بوتر

## وصلات خارجية
- باربرا فلين على موقع IMDb (الإنجليزية)
- باربرا فلين على موقع قاعدة بيانات الفيلم (الإنجليزية)